# Saab 21R
Le Saab 21R était un avion de chasse/attaque au sol suédois bipoutre construit par Saab. C'était un développement propulsé par réacteur du Saab 21 à moteurs à piston qui avec le Yakovlev Yak-15 russe fut l'un des deux seuls avions de chasse à réaction converti à partir d'un avion à moteur à pistons à entrer en production.
Comme un chasseur, sa désignation de service dans l'armée de l'air suédoise était J 21R, et est entré en service fin des années 1940.

## Conception et développement
Le 21R est propulsé par un turboréacteur de Havilland Goblin 3 (RM 1) et est le premier avion suédois à réaction développé et construit localement.
Il y avait beaucoup de différences entre le 21A et 21R, en dehors de la méthode de propulsion. La différence la plus notable est que le stabilisateur a été déplacé au sommet des ailettes, hors du souffle du réacteur.

## Histoire opérationnelle

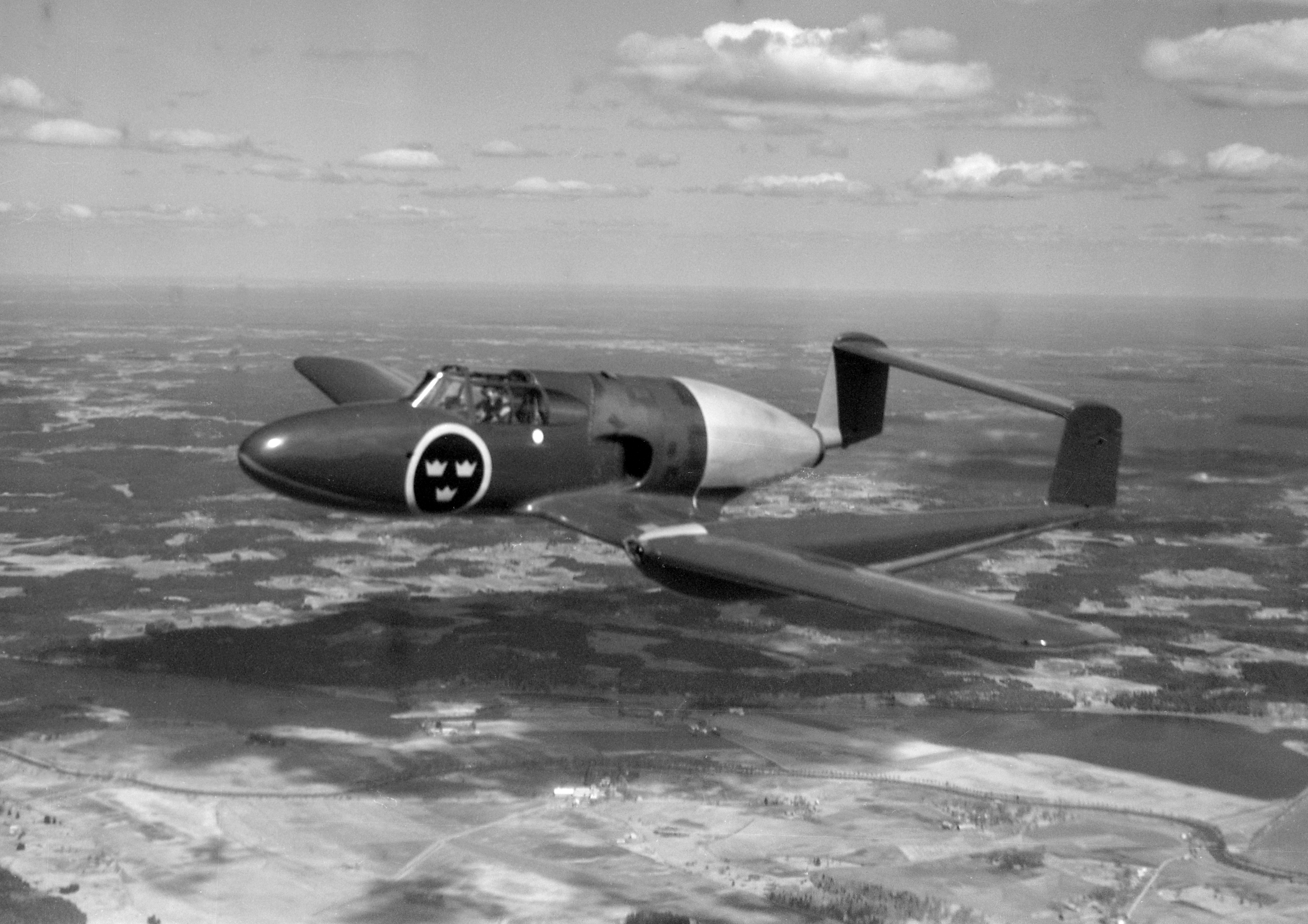
Un J 21R en vol.

Le premier prototype du Saab 21R a effectué son premier vol le 10 mars 1947, juste après la Seconde Guerre mondiale. Le premier avion est entré en service avec F 10 en août 1950. Bien que l'avion ait été initialement conçu comme un avion de chasse, un chasseur nouvellement développé, le Saab J 29, effectua son premier vol en octobre 1948. Aussi le programme de production a-t-il été réduit de moitié, passant de 120 à 60 appareils, et par la suite tous les 21R ont été convertis en avions d'attaque comme un 21RA ou 21RB A en fonction du type de moteur.

## Variantes
J 21RA / A 21RA
Première production en série, propulsé par moteur de construction britannique, 34 appareils construits en 1950 (dont quatre prototypes), retirés en 1953.
J 21RB / A 21RB
Deuxième production de série, moteur de construction suédoise, 30 construits entre 1950 et 1952, réformé en 1956.

## Utilisateurs
Suède
- Armée de l'air suédoise

### Développement lié
- Saab J-21

### Aéronefs comparables
- Kyūshū J7W
- Curtiss XP-55 Ascender
- de Havilland Vampire
- Mansyū Ki-98 (en)